# 佐屋町 (愛西市)
佐屋町（さやちょう）は、愛知県愛西市の地名。字が8つある。

## 地理
旧佐屋町域西端部に位置する。東は須依町・東保町、南は西保町、北は内佐屋町に接する。

### 字一覧
（五十音順・読みはyahoo!地図による）
- 亥新田（いしんでん）
- 依田川原（えだがわら）
- 新田（しんでん）
- 宅地（たくち）
- 堤西（つつみにし）
- 西保浦（にしほうら）
- 道西（みちにし）
- 道東（みちひがし）

## 歴史

### 町名の由来
相江神社（さえじんじゃ）の名に由来する。元の集落である佐屋の外側に成立したことから、外佐屋と呼ばれるようになった集落であったが、これが元の佐屋を凌ぐようになったことから、外佐屋を単に佐屋と称することになったという。元の集落は内佐屋と呼ばれるようになったという。

### 沿革
- 江戸時代 - 尾張国海東郡の尾張藩領佐屋代官所支配の佐屋村として所在[7]。
- 天明元年 - 佐屋代官所が設置される[7]。
- 1887年（明治20年） - 西善太新田の一部を編入する[7]。
- 1889年（明治22年） - 佐依木村に編入され、同村大字佐屋となる[7]。
- 1906年（明治39年） - 合併に伴い、佐屋村大字佐屋となる[8]。
- 1955年（昭和30年） - 合併に伴い、佐屋町大字佐屋となる[8]。
- 2005年（平成17年）4月1日 - 合併に伴い、愛西市佐屋町となる。

## 世帯数と人口
2019年（令和元年）5月1日現在の世帯数と人口は以下の通りである。
| 町丁   | 世帯数  | 人口    |
| ------ | ------- | ------- |
| 佐屋町 | 717世帯 | 1,951人 |

### 人口の変遷
国勢調査による人口の推移
| 2005年（平成17年） | 1,881人 | [ 9 ]  |  |
| 2010年（平成22年） | 1,882人 | [ 10 ] |  |
| 2015年（平成27年） | 1,830人 | [ 11 ] |  |

## 小・中学校の学区
市立小・中学校に通う場合、学区は以下の通りとなる。
| 番・番地等 | 小学校               | 中学校             |
| ---------- | -------------------- | ------------------ |
| 全域       | 愛西市立佐屋西小学校 | 愛西市立佐屋中学校 |

## 交通

### 鉄道
- 名古屋鉄道尾西線 佐屋駅[5]

### バス
- 愛西市巡回バス（2020年4月1日現在）[13]

|    | 停留所名     | ルート |
| -- | ------------ | ------ |
| 22 | くひな公民館 | 佐屋西 |
| 23 | 千本桜公園   | 佐屋西 |

### 道路
- 国道155号[5]

## 施設
- 浄土宗阿弥陀寺[5]
- 真宗大谷派万瑞寺[5]
- 日蓮宗常覚寺[5]

## 史跡
- 佐屋代官所跡[5]
- 佐屋湊跡[5]

## その他

### 日本郵便
- 郵便番号 : 496-0901[3]（集配局：津島郵便局[14]）。